# Boxmeer (kraj)
Boxmeer (narečno: Boksmèr )   je kraj  v občini Land van Cuijk v nizozemski provinci Severni Brabant. 1 januarja 2023 je imel kraj 12.545 prebivalcev, razporejenih v 6.049 domovih, na površini 11,16 km².
Nahaja se 23 kilometrov južno od Nijmegena in 14 kilometrov severno od Venraya v zračni črti.

## Etimologija
Vas se je prvotno imenovala Mere. V drugi polovici 13. stoletja jo je pridobil v fevd  Janez Boc de Mere. Ime tega gospoda je bilo povezano z imenom vasi: Boc's Mere je postal Boxmeer.

## Zgodovina
V okolici Boxmeerja so  znani sledovi bivanja iz rimskih časov; rimska cesta Nijmegen-Maastricht je potekala skozi Boxmeer, čez sedanji Heerstraat in 't Zand.
Iz listin je znano, da je (takratni) grof Gelderski v drugi polovici 13. stoletja podelil vas Mere nekemu Janezu Boc de Mere-ju ; živel je v že obstoječem gradu. Boxmeer se je počasi otresel vpliva dežele Kuijk in Geldersa, obenem pa je uspel ostati neodvisen od vojvodine Brabant: gospostvo Boxmeer je postalo svobodno gospostvo. Tako je ostalo, ko je okoliška dežela Kuijk med osemdesetletno vojno padla v roke stanovom; Boxmeer je postal enklava, kjer se je lahko svobodno izvajala katoliška vera. To je pomenilo tudi ohranitev Boxmeerške procesije, letne procesije Svete Krvi, ki poteka že od začetka 15. stoletja. Župnijo so upravljali domači karmeličani, kar je še danes tako. Lastništvo Boxmeerja je prešlo na gospode Berške, pozneje na gospode Hohenzollern-Sigmaringenske. 21. oktobra 1794 so Boxmeer zasedle francoske revolucionarne čete, 18. decembra 1797 je bilo gospostvo Boxmeer ukinjeno in 23. januarja 1798 je bilo območje dodano departmaju Ruhr kot del Cisrenske republike, sestrske republike prve francoska republike.
5. januarja 1800 je Francija s pogodbo prodala območje nekdanjega gospostva Boxmeer Batavski republiki, ki ga je upravljala skupaj z več drugimi območji pod imenom " Odstopljene dežele". Odstopljene dežele so bile 26. septembra 1805 končno dodane departmaju Batavski Brabant. Po ustanovitvi Kraljevine Nizozemske (1806) se je preimenoval v Departma Brabant. Med letoma 1810 in 1814 je bil Boxmeer še vedno del kantona Nijmegen znotraj departmaja Ustja Rena v prvem francoskem cesarstvu Napoleona Bonaparteja. Vas Sveti Anton je bila leta 1810 ločena od Boxmeerja kot Sint Anthonis in Ledeacker; nova kongregacija je morala začeti z majhnimi. Od leta 1815 se Boxmeer nahaja v provinci Severni Brabant v Kraljevini Nizozemski.

## Znamenitosti
- Na robu vasi so ohranjeni deli  Gradu  Boxmeer iz 18. stoletja, nekdanje rezidence gospodov in žena Boxmeerja. V kleteh gradu sta dva majhna muzeja o zgodovini posestva Boxmeer. Zraven gradu je stavbni kompleks sester Julie Postel, lastnice gradu od leta 1897; Prvotno je služila kot bolnišnica, danes pa je v njej dom za ostarele Sveta Ana, kjer je prostor za duhovnike iz različnih redov in za laike..[6]
- Na začetku grajske dovozne poti je Nepomuška kapela, posvečena Janezu Nepomuk; baročna stavba iz leta 1737, za zaščito pred nevarnostmi vode. To kapelo je postavila vdova Maria Truchsess von Waldburg Zeil, vdova grofica Berških-Hohenzollernov, kot nadomestilo za grajsko kapelo, ki je bila porušena ob premikanju vhodnih vrat. Karmeličanke so tam maševale enkrat na teden, leta 1795 pa so prišli Francozi in ta verska praksa je izginila. Protestanti so to zdaj prazno kapelo želeli uporabiti za cerkveno stavbo, vendar jim to ni bilo dovoljeno. Leta 1840 je kapela prišla karmeličanom. Vendar so jo ti zanemarili. Leta 1973 je bila kapela obnovljena in opremljena z vitraži.
- Nasproti kapele je Protestantska cerkev iz leta 1822, danes del PKN. Ta preprosta dvoranska cerkev ima od leta 1926 orgle, ki jih je leta 1873 zgradil amsterdamski izdelovalec orgel Hermanus Knipscheer in so prej stale v reformirani cerkvi v Koudekerk aan den Rijn.
- Bazilika Svetega Petra v središču Boxmeerja je iz petdesetih let 20. stoletja in jo je zasnoval arhitekt Hendrik Willem Valk, potem ko je prvotno cerkev uničila vojna leta 1944, njeni ostanki pa so bili leta 1946 nepričakovano porušeni. V notranjosti cerkve je še vedno mogoče najti pohištvo iz nekdanje cerkve, ostanke te cerkve pa tudi v kripti.
- Karmeličanski samostan pri cerkvi je bil zgrajen med letoma 1653 in 1709. Samostan sestavljajo štiri krila, ki so združena okoli križnega hodnika. Ustanovila sta ga grof Albreht Berški in Madeleine de Cusance. Samostan vsebuje osemnajst čudovitih vitražov iz sedemnajstega stoletja, ki jih je oblikoval Abraham van Diepenbeeck. Drugi posebni predmeti, ki jih najdemo v samostanu, je šest oljnih slik z gradu, ki prikazujejo tri generacije grofov in grofic iz rodbine Berških in rodbine Hohenzollern iz 17. in 18. stoletja. Sam samostan je primerno obdan z latinsko šolo iz leta 1707 in vratarnico iz leta 1653. Ta je opremljena z renesančnim okrasjem. V tem samostanu je deloval skladatelj Benedictus Buns (1641-1716). Karmeličanski samostan je bil ustanovljen leta 1672 v izvirnem gradu Elzendael. Sestre so tam ostale do leta 1975 in do leta 1994 živele v stavbi nekdanjega noviciata karmeličanskega samostana, nato pa so se preselile v samostanski dom za ostarele Sv. Ana. Stavba ima prizidke iz leta 1682 in kasneje. Sestavljen je iz štirih kril, združenih okoli križnega hodnika. Obstaja kapela z oltarjem s stebri iz 17. stoletja, ki je bil obnovljen leta 1960.
- Kapela sv. Roka na Steenstraatu je šeststranska opečnata stavba s streho, prekrito s skrilavcem. Izvira iz leta 1742 in je bila zgrajena potem, ko je kapelo na 't Zandu, posvečeno Žalostni Materi božji, iz približno leta 1500, uničila poplava. Nato je na obalo naplavilo kip svetega Roka, ki je prišel iz stare kapele. Tudi Marijin kip iz stare kapele so našli in ga postavili v župnijsko cerkev in kasneje pri karmeličanih. Oltar iz kapele sv. Roka je bil leta 1851 prestavljen v župnijsko cerkev. V kapeli je bila relikvija svetega Roka, kip pa je tudi predmet pobožnosti. Češčenje svetnika še danes ni povsem zamrlo.
- Huize de Weijer, na naslovu De Raetsingel 1, je bila kmetija od približno leta 900, kasneje pa je postala župnikov dom, skupaj z bližnjo kmetijo Ingen Elsen. Leta 1606 je župnik dobil nov dom in od leta 1660 je De Weijer postal dom za drossaarde iz Boxmeerja. Leta 1844 so v stavbi odprli deško šolo, leta 1865 pa je postala samostan sester Družbe Jezusa, Marije in Jožefa. Ta samostan je obstajal do leta 1972. Leta 1936 so sestre kupile tudi kmetijo Ingen Elsen. Leta 1974 je bila v celoti prenesena na občino Boxmeer in spremenjena v kulturni center.
- Zandhuis na naslovu 't Zand 17 je bil zgrajen med letoma 1718 in 1737 z osrednjim delom v slogu Ludvika XVI. Tukaj je živel oskrbnik gospoda Boxmeerskega. Med drugo svetovno vojno je služila kot mestna hiša. Leta 1945 je bila hiša močno poškodovana in leta 1949 obnovljena. Na fasadi je kozja glava, ki se nanaša na gospoda Boca. Notranjost je bogata s štukaturo.

## Gospodarstvo
Boxmeer je pomembno središče na vzhodu Severnega Brabanta. Med najpomembnejšimi dejavnostmi so farmacevtsko podjetje Intervet, ki sega v petdeseta leta prejšnjega stoletja, ter podjetji Stork PMT in Stork Titan, ki ju je Marel kupil leta 2007. Stork PMT je nastal s prevzemom leta 1963 podjetja Machinefabriek Wiericke, ki je med drugim proizvajalo stroje za klanje perutnine.

## Narava in pokrajina
Boxmeer se nahaja na zahodnem bregu reke Meuse. V šestdesetih letih 20. stoletja so bili številni ovinki Meuse odrezani kot del regulacije Meuse.
Ob reki Meuse boste našli travniška območja, kot je Boxmeerško polje, na jugu pa naravni rezervat Maasheggen. Za ta območja je značilno, da so travniki ločeni z visokimi živimi mejami, prvotno iz pletenih vej.
Naravni rezervat Brestbosch se nahaja zahodno od Boxmeerja. Tukaj tečeta Oeffeltse Raam in Oploose Molenbeek.

## Promet in transport
Glavni prometni arteriji sta A73 in A77. Boxmeer ima tudi postajo na liniji Nijmegen - Venlo: postaja Boxmeer. Prevoz z vlakom trenutno upravlja Arriva in zagotavlja promet vlakov med Nijmegenom in Roermondom. Postaja vsebuje tudi avtobusno postajo, ki služi avtobusom Hermes in Arriva . Iz Boxmeerja so med drugim avtobusne povezave do Helmonda, Gennepa, Venraya in Gemerta.